# Jon Nödtveidt

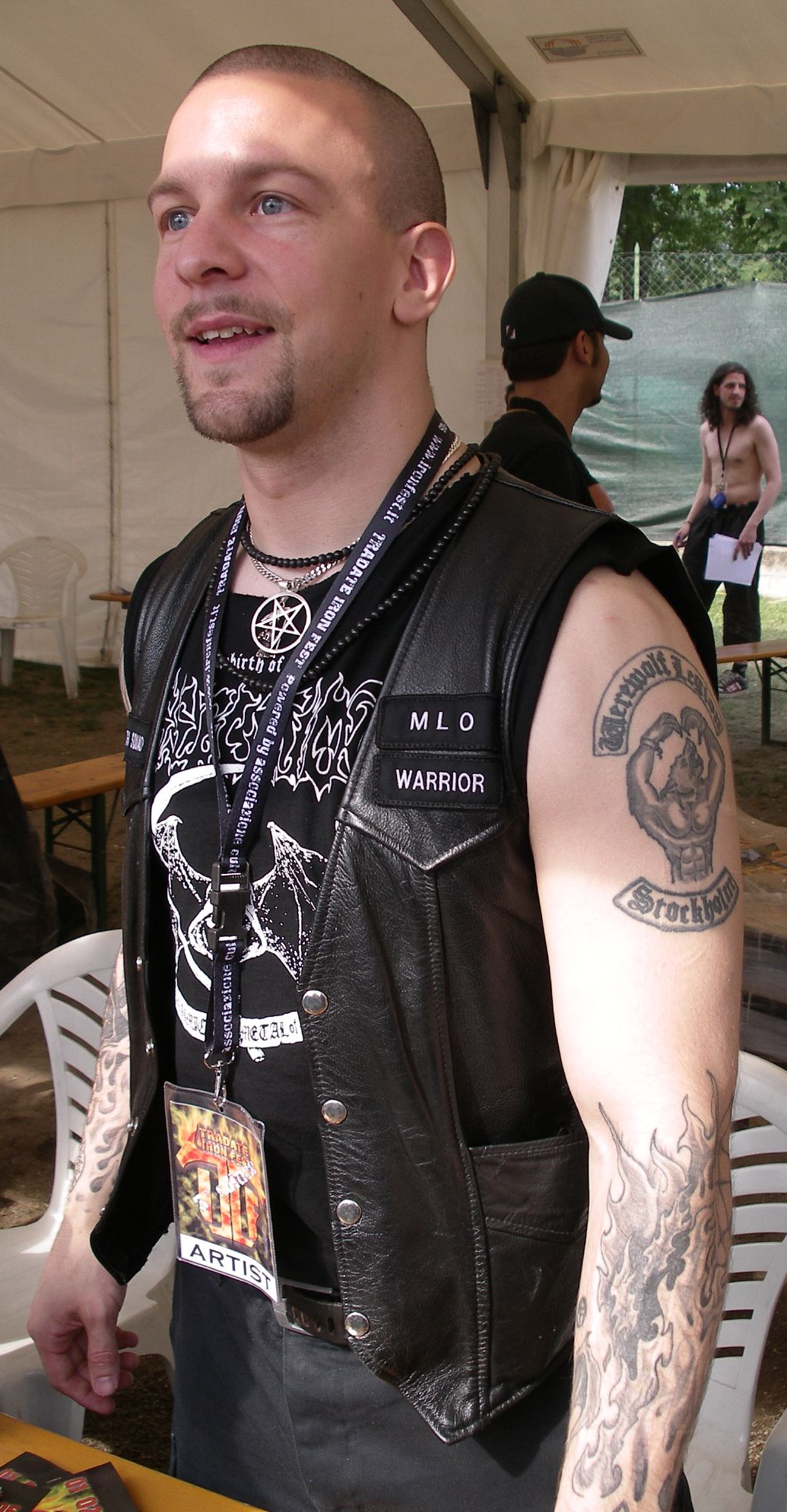
Jon Nödtveidt (2005)

Jon Nödtveidt (geboren 28. Juni 1975; gestorben 13. oder 16. August 2006 in Stockholm-Hässelby) war ein schwedischer Musiker und Satanist. Bekannt wurde er als Gitarrist und Sänger der schwedischen Black-/Death-Metal-Band Dissection, die er 1989 gründete.

## Biografie
Seine musikalische Karriere startete Nödtveidt als Zwölfjähriger während seiner Zeit an der Mittelschule in Strömstad mit einer Rockgruppe namens Thunder, welche 1988 zwei Lieder für einen Sampler aufnahm. Er steuerte den Gesang und die Gitarre bei.
1988 gründete Nödtveidt mit Peter Palmdahl, Ole Öhman und Mattias „Mäbe“ Johansson die Thrash-Metal-Band Siren’s Yell. Diese wurde im Frühling 1989 nach Öhmans Ausstieg aufgelöst. Im Sommer 1989 wurde er zweiter Gitarrist der Thrash-Metal-Band Rabbit’s Carrot, in der Öhman ebenfalls spielte. Beide verließen die Band nach kurzer Zeit. Im gleichen Jahr veröffentlichte er die erste Ausgabe seines Fanzines Mega Mag. Im Herbst 1989 gründete Nödtveidt Dissection mit dem Ex-Siren’s-Yell-Sänger Peter Palmdahl, im Frühling 1990 kam Ole Öhman, der an beiden Bands beteiligt war, als Schlagzeuger dazu. Nödtveidt verfügte über gute Kontakte zur norwegischen Black-Metal-Szene und wurde Mitglied des dortigen „Black Circle“.
Neben Dissection beteiligte er sich an anderen Bands und Projekten. 1991 spielte das Dissection-Nebenprojekt Satanized ein Demo ein, 1992 und 1993 wirkte Nödtveidt unter dem Pseudonym „Rietas“ bei The Black mit, 1994 als „Shadow“ auf dem Debütalbum A Journey in Darkness der Band Ophthalamia, in der später auch sein Bruder Emil unter dem Pseudonym „Night“ mitwirkte, dem Nifelheim-Debüt Nifelheim und dem Demo des Grindcore-Projekts Terror, in dem er zusammen mit Musikern von At the Gates spielte.
1995 schloss er sich dem Misanthropic Luciferian Order (MLO) an, der kurz zuvor gegründet worden war. Entgegen der landläufigen Meinung war Nödtveidt weder Gründer noch Ko-Gründer des Ordens, wurde aber bereits zu einem frühen Zeitpunkt durch Freunde mit dem MLO vertraut gemacht. 1997 trennten Nödtveidt und der Rest der Band Dissection sich aufgrund band-interner Konflikte voneinander. Im selben Jahr ging aus Teilen Dissections die Band Soulreaper hervor. Im selben Jahr spielte er zusammen mit seinem damaligen Mitbewohner Damien (von den Bands Midvinter und Apollyon) und Dan Swanö das Album Symphonia De Infernali des Projekts De Infernali ein. Außerdem wirkte er als Gastsänger auf dem Necrophobic-Album Darkside mit, auf dem er das Lied Nailing the Holy One sang, und spielte auf dem Nifelheim-Album Devil’s Force als Gitarrist.
Im Dezember 1997 wurde Nödtveidt wegen Mordverdachts verhaftet. Er wurde wegen Beihilfe zum Mord an Josef Ben Meddaour, einem 37-jährigen homosexuellen Algerier, sowie illegalen Waffenbesitzes zu zehn Jahren Haft verurteilt; als Haupttäter wurde Vlad, Mitglied und Kopf des Misanthropic Luciferian Order, verurteilt. Auf der Internetseite von Dissection wurde angegeben, Ben Meddaour sei aus Zorn getötet worden, weil er die Täter belästigt habe. Während seiner Inhaftierung schrieb Nödtveidt den Text zu Sound the Horns of Reprisal für das Album The Dark Blood Rising (The Hatecrowned Retaliation) von Diabolicum, arbeitete an neuen Dissection-Titeln und wurde Mitglied der Werewolf Legion, einer im Gefängnis gegründeten Bande, die mit dem MLO eng verbunden und im Raum Südschweden für Erpressung, Gewaltverbrechen, Raub und Drogenhandel verantwortlich ist.
Anders als bei anderen Black-Metal-Musikern, wie Bård „Faust“ Eithun von Emperor und Thorns oder Maurits „Hellchrist Xul“ Jansen von Funeral Winds, war es „nicht seine Art, mit seinen Taten anzugeben“; er sprach nicht über den Mord, möglicherweise „aus Rücksicht gegenüber der Familie und den Freunden des Opfers“. Er merkte an, er könne seine Vergangenheit keinesfalls ändern, ziehe aber seine Konsequenzen aus ihr.
2004 wurde Nödtveidt auf Bewährung entlassen und stellte eine komplett neue Dissection-Besetzung auf die Beine. Er bezeichnete Dissection als „klangliche Propagandaeinheit“ des MLO und richtete die Band entsprechend aus; Das letzte Album der Band, Reinkaos, das Nödtveidt nach seiner Freilassung veröffentlichte, ist entscheidend von der Ideologie des MLO geprägt, die Texte enthalten Passagen aus dem von Frater Nemidial, dem Magister Templi des MLO, geschriebenen Liber Azerate. Bård „Faust“ Eithun, den Nödtveidt aus den frühen 1990er Jahren kannte, wollte Dissection ursprünglich beitreten, verließ die Band jedoch umgehend wieder aufgrund des satanistischen Konzepts, hinter welchem Eithun nicht stehen konnte. Sowohl aufgrund des Mordes, an dem Nödtveidt beteiligt war, als auch der Ansichten des MLO, die dieser als „antikosmischen Satanismus“ bezeichnet, waren Nödtveidt und die Band in der Metal-Szene umstritten. Von der Band oft unterstelltem rechtsextremem Gedankengut distanzierte Nödtveidt sich und bezeichnete Rassismus und Nationalismus als Herdenmentalität für geistig schwache Menschen.
Im August 2006 tötete sich Jon Nödtveidt im Alter von 31 Jahren mit einem Kopfschuss, am 18. August 2006 wurde sein Tod bekanntgegeben. Seine Leiche wurde in seiner Wohnung in Hässelby gefunden und lag in einem Kreis aus Kerzen zusammen mit einem nach Aussage des ehemaligen Dissection-Gitarristen Set Teitan satanischen Grimoire.

## Diskografie
mit Thunder
- 1988: Dreams und Guilty of Love (Whitesnake-Cover) auf Gränslös Musik

mit Dissection
- siehe Dissection#Diskografie

mit Satanized
- 1991: Satanized (Demo)

mit The Black
- 1992: Black Blood (Demo)
- 1993: The Priest of Satan

mit Terror
- 1994: Demo ’94

mit Ophthalamia
- 1994: A Journey in Darkness

mit Nifelheim
- 1994: Nifelheim
- 1997: Devil’s Force

mit De Infernali
- siehe De Infernali#Diskografie

mit Necrophobic
- 1997: Darkside

mit Diabolicum
- 2001: The Dark Blood Rising (The Hatecrowned Retaliation) (Text zu Sound the Horns of Reprisal)